# Relations entre le Japon et le Vietnam
Les relations entre le Japon et le Vietnam commencent au moins à partir du XVIe siècle, quand les deux pays se sont engagés dans un commerce amical. Les relations modernes entre les deux pays sont fondées sur l'économie en développement du Vietnam et le rôle du Japon en tant qu'investisseur et prêteur étranger.

## Histoire

### Premiers contacts
Une fouille archéologique à Kyūshū au Japon a révélé des fragments d'une céramique vietnamienne avec la date inscrite de 1330. On ignore comment ces fragments sont arrivés là, bien que le commerce avec les marchands chinois ou javanais pourrait les avoir apportés au Japon.

### XVIeetXVIIesiècles

Un shuinsen japonais de l'époque d'Edo naviguant de Nagasaki à l'Annam (Vietnam).

Dès le XVIe siècle, les contacts entre le Japon et le Vietnam étaient centrés sur la commerce. Avec le Siam (Thaïlande), et la Malaisie, les shuinsens japonais fréquentaient les ports vietnamiens. Les chroniques vietnamiennes prouvent que quand le port de Hội An fut ouvert par le seigneur Nguyễn Hoàng au début du XVIIe siècle, des centaines de commerçants japonais résidaient déjà là.
Ceux-ci apportaient de l'argent (métal), du cuivre et du bronze en échange de soie, de sucre, d'épices et de bois de santal vietnamiens, et cherchaient à faire des bénéfices énormes en ramenant ces produits locaux au Japon. Afin de contrôler l'afflux des commerçants, une zone japonaise appelée nihonmachi a été installée à Hội An.
Les deux pays entretenaient une grande amitié chaleureuse. Le Shogun Ieyasu Tokugawa a échangé des lettres et des cadeaux avec le seigneur Nguyen. Son fils, le seigneur Nguyễn Phúc Nguyên mariera sa fille, la princesse Ngoc Khoa à Shutaro Araki, un important commerçant japonais. Les marchands donnaient souvent de l'argent (monnaie) aux populations locales et étaient bien traités. Beaucoup étaient installés et intégrés dans leurs nouveaux environnements.

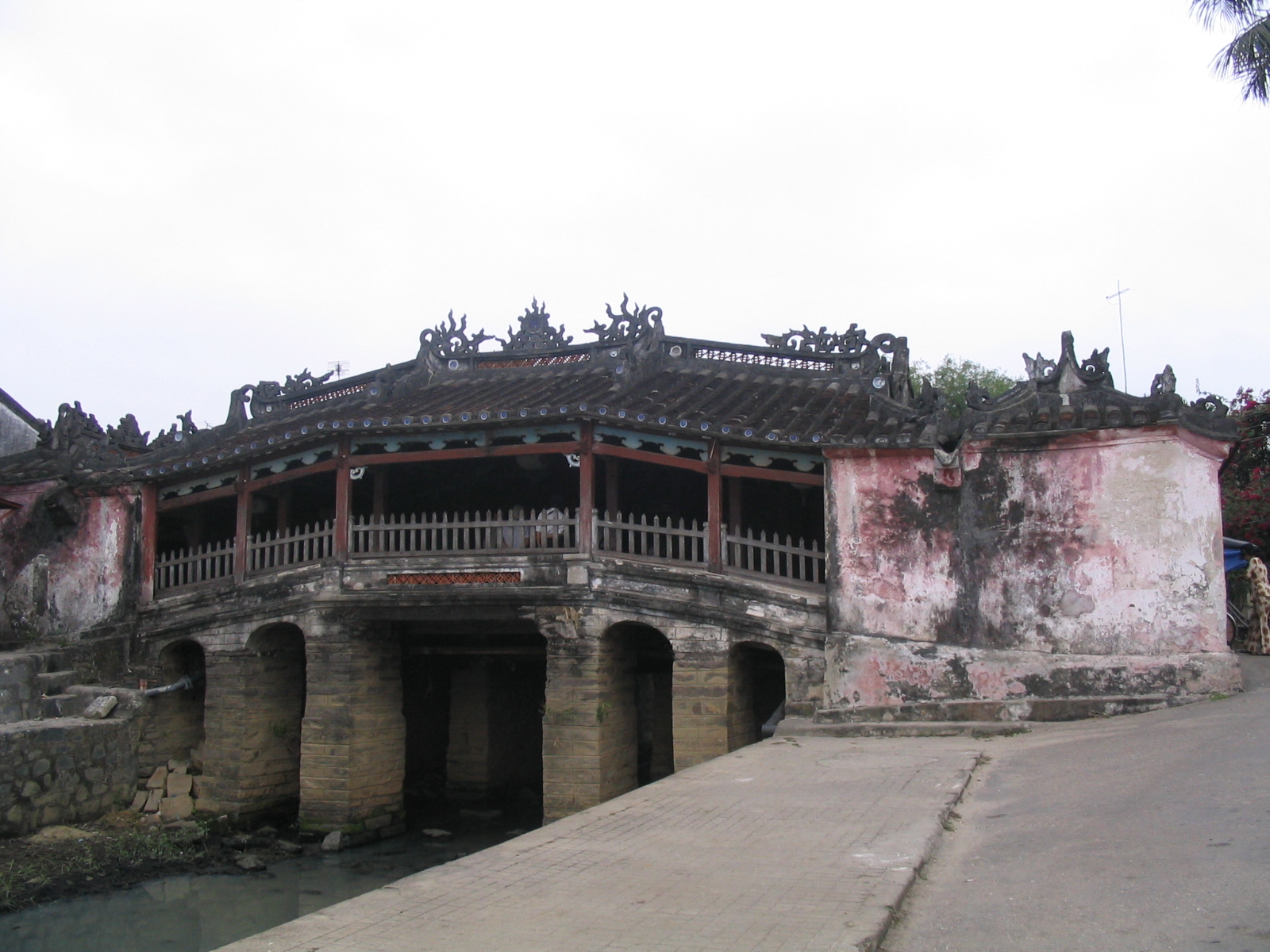
Chùa Cầu, un pont couvert construit par les Japonais à Hội An.

Quand le Japon est entré dans sa période d'auto-isolement, le commerce a continué, soit par le biais des résidents à l'étranger ou soit par celui des négociants néerlandais qui servaient d'intermédiaires. Cependant, en 1685, le Shogunat Tokugawa se rendit compte que les mines d'argent et de cuivre du pays étaient surexploitées, et une restriction commerciale a été mise en place. En raison de l'importance de ces métaux, les nouveaux règlements ont réduit le commerce entre le Japon et le Vietnam, ainsi qu'avec beaucoup d'autres pays d'Asie du sud.

## Temps modernes
Le 22 septembre 1940, le Japon a envahi le Vietnam et a commencé à construire des bases militaires pour frapper les Alliés en Asie du Sud-Est. Les troupes japonaises sont restées au Vietnam jusqu'à leur reddition aux Alliés en 1945.
Pendant la guerre du Viêt Nam des années 1960-1970, le Japon a encouragé à la négociation aussitôt que possible. Même avant que les hostilités ne finissent, il avait établi le contact avec le gouvernement de la République démocratique du Viêt Nam (Nord-Vietnam) et avait conclu un accord pour établir des relations diplomatiques en septembre 1973. L'application de cet accord a cependant été retardé par le Nord-Vietnam qui exigeait du Japon l'équivalent de 45 million $US de réparations pour la Seconde Guerre mondiale en deux tranches annuelles, sous forme de subventions de « coopération économique ». Cédant aux demandes vietnamiennes, le Japon a payé et a ouvert une ambassade à Hanoï le 11 octobre 1975 suivant l'unification du Vietnam du Nord et du Vietnam du Sud dans la nouvelle République Socialiste du Vietnam. La reconnaissance du régime communiste des Khmers rouges au Cambodge est survenue en 1975, et des relations diplomatiques avec ce pays ont été établies en août 1976.
Pendant ce temps, les échanges du Japon avec le Vietnam – 285 million $US en 1986 – étaient effectués par les sociétés commerciales japonaises et l'association commerciale Japon-Vietnam, qui était composée de 83 sociétés japonaises. Les fonctionnaires du gouvernement japonais ont également visité Hanoï pour soutenir le commerce, mais l'incapacité du Vietnam à rembourser la dette publique et privée a freiné la croissance des échanges. Les exportations de Japon vers le Vietnam étaient des produits chimiques, des textiles, des machines, et des équipements de transport. En échange, les exportations du Vietnam vers le Japon étaient des produits de la mer et du charbon.
À la fin des années 1980, le Vietnam a été confronté à un isolement international, au déclin du soutien du bloc soviétique, à la continuation de la résistance armée au Cambodge, et aux problèmes économiques intérieurs à grande échelle, Hanoï a alors retiré ses troupes du Cambodge en 1989. Il a fait appel aux pays développés à ouvrir des canaux de coopération économique, de commerce, et d'aide. Bien que quelques entreprises japonaises aient été intéressées par l'investissement et le commerce avec le Vietnam et le Cambodge, le gouvernement japonais s'est toujours opposé à la coopération économique avec ces pays jusqu'à un règlement complet au Cambodge. Cette position était globalement conforme à la politique des États-Unis de l'époque. Le Japon a donné des assurances informelles que Tokyo était prêt à supporter une part importante de la charge financière de l'aide à la reconstruction au Cambodge, dès qu'un règlement complet serait atteint, et à aider à placer l'ONU ou d'autres forces de maintien de la paix internationales s'ils étaient réclamés.
Le Japon a exécuté ses promesses. Après l'Acte final de la conférence internationale de Paris sur le Cambodge le 23 octobre 1991 entre les parties cambodgiennes, l'Indonésie (en tant que coprésident avec la France), les cinq membres permanents du Conseil de sécurité des Nations unies et le Japon ont établi des relations diplomatiques et ont mis fin aux restrictions économiques sur le Cambodge et le Vietnam. En novembre 1992, Tokyo a offert 370 million$US d'aide au Vietnam. Le Japon a également joué un rôle important dans les activités de maintien de la paix au Cambodge. Yasushi Akashi, sous-secrétaire du Japon à l'ONU pour le désarmement, fut le chef de l'autorité transitoire de l'ONU au Cambodge, et le Japon a promis 3 millions$US et a même envoyé 2 000 personnes, dont des membres des Forces japonaises d'autodéfense, pour participer directement aux opérations de maintien de la paix. Malgré la perte d'un soldat de la paix japonais tué dans une embuscade, la force est restée au Cambodge jusqu'à ce que les Cambodgiens aient pu élire et installer un gouvernement.
Le Vietnam a adhéré à l'ASEAN en 1995 et a participé aux consultations de la création de l'ASEAN Plus Trois en 1997, qui inclut la Chine, le Japon, et la Corée du Sud. Ces nations partagent une place et un cadre de sécurité dans l'économie du sud-est asiatique.
Le Japon est le plus important donateur du Vietnam. Il a promis 890 million$US d'aide pour le pays en 2007, soit 6,5 % de plus que les 835,6 million$US en 2006.